# Кун, Рубен Джеймс
Рубен Джеймс Туллен Кун (англ. Ruben James Tullen Kun; 30 марта 1942 — 21 сентября 2014) — науруанский политик, бывший министр финансов, президент Науру с 19 декабря 1996 по 13 февраля 1997 года.

## Биография и карьера
По образованию является юристом. Окончил Австралийский национальный университет.
Впервые попал в политику, будучи избранным в парламент в 1971 году от избирательного округа Буада. Через несколько лет во время правления Бернард Довийого Кун служил министром труда и общественных работ. В 1980-х был министром здравоохранения и образования. Был спикером парламента Науру. Перед вступлением на должность президента, в 1995—1996 годах, служил на посту министра финансов при кабинете Лагумота Харриса. Сменив в президентском кресле Кеннана Аданга обойдя его же на выборах, пробыл главой страны с 19 декабря 1996 по 13 февраля 1997 года и передал это место Кинзе Годфри Клодумару.
Так как между Науру и Австралией заключён договор о выдаче находящихся в розыске лиц, после президентства Кун стал представителем заключённых в Верховном суде, в случае если они подлежат экстрадиции.